# John Kunkel Small
John Kunkel Small, född 31 januari 1869 i Harrisburg, Pennsylvania, död 20 januari 1938 i New York, var en amerikansk botaniker. 
Small blev filosofie doktor 1895, kurator vid Columbia Universitys herbarium samma år och 1898 vid New York Botanical Garden. Han skrev en mängd beskrivande verk, av vilka det mest omfattande är Flora of the Southeastern United States (1903).
Auktorsnamnet Small kan användas för John Kunkel Small i samband med ett vetenskapligt namn inom botaniken; se Wikipediaartiklar som länkar till auktorsnamnet.